# الصيد البحري في الجزائر

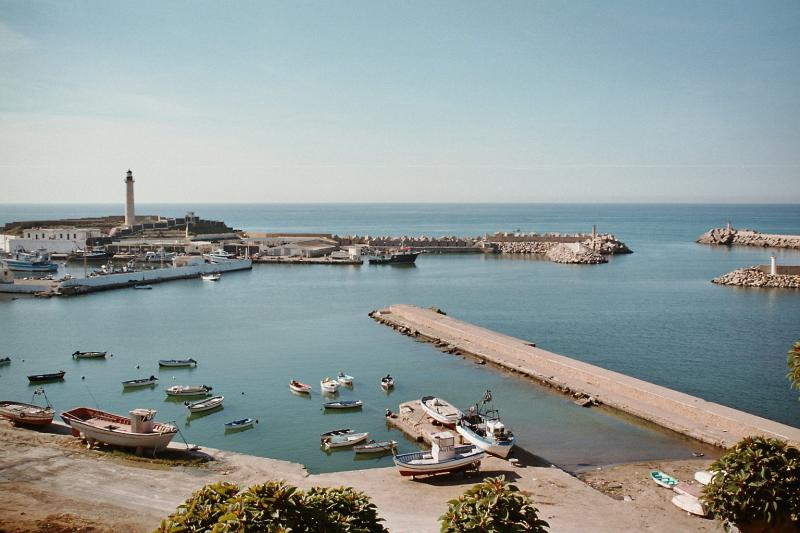
شرشال ميناء الصيد البحري

يعتبر الصيد البحري في الجزائرمن أهم المواضيع الحساسة المتدوالة في الساحة الاقتصادية وسوق السمك، ويحضى باهتمام كبير من قبل الدولة، حيث خصصت في بعض المدن ميناء لسفن الصيد البحري، كذلك فتحت المجال للشراكة مع أصحاب سفن الصيد من الأجانب من إسبانيا وإيطاليا، وطورت التكوين والتعليم في كل مجالات واختصاصات الصيد البحري.

## تاريخ

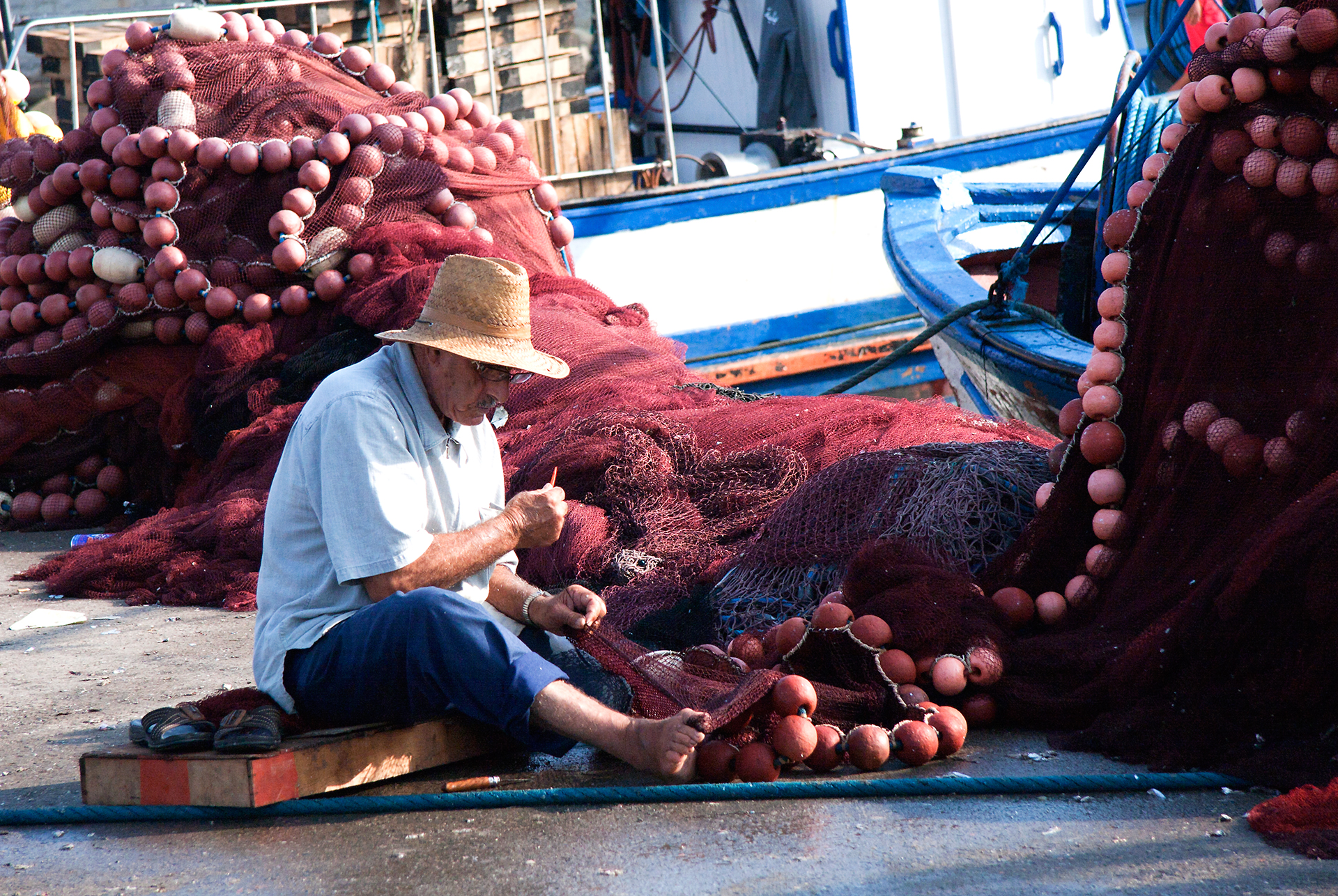
الصيد البحري في الجزائر

الجزائر واحدةٌ من الدول العربية التي تقع في شمال القارّة الأفريقية، وتُعتبر من أكبر الدول الأفريقية مساحةً؛ إذ تبلغ مساحتها حوالي 2,381,741 كم²، وتُشكّل الصحراء ما نسبته 80% من هذه المساحة. تمتلك الجزائر امتداداً كبيراً على سواحل البحر الأبيض المتوسط إلا أنّ امتداد السلاسل الجبليّة على حافة هذه السواحل قلّل من القدرة على الاستفادة من هذه السواحل. يغلب على مناخ الجزائر الطابع الصحراويّ لذلك تعدّ من بلدان العالم الفقيرة بمصادرها المائية حيث تفتقر إلى الأنهار المحلية أو العابرة. الثروة السمكية في الجزائر على الرغم من الامتداد الكبير لسواحل الجزائر على البحر الأبيض المتوسط إلا أنّ استغلال الثروات البحرية في هذه السواحل قليلٌ جداً إذا ما قورن بحجم الصيد في بلدانٍ مجاورةٍ تقع على سواحل البحر، فما زالت مهنة الصيد البحريّ في الجزائر تُمارس بأساليب قديمةٍ غير متطورةٍ وأحياناً تمارس باستخدام وسائل صيد تؤدّي إلى القضاء على كامل الأحياء البحريّة والعوالق التي تتغذّى عليها الأسماك كاستخدام المتفجّرات والديناميت في عمليات الصيد. ظهرت الكثير من الدراسات التي تنبّه إلى خطورة هذا الوضع؛ فإذا استمرّ الصيد بهذه الطريقة سيؤدّي ذلك إلى انقراض أنواعٍ كثيرةٍ من الأسماك، وقالت بعض هذه الدراسات بأنه إذا ما استمر الوضع على ما هو عليه فستنقرض الثروة السمكية في البلاد خلال عشرين عاماً. إنّ الخطر الذي يهدد «الثروة السمكية في الجزائر» لا يقتصر على الأساليب المستخدمة في الصيد فقط؛ بل إنّ عدم تخصيص أماكن للصيد يُعدّ مشكلةً أخرى مما يجعل عمليات الصيد تتم بشكلٍ عشوائي، لاحظ المختصون بهذا المجال بأنّ أعداد العاملين بالصيد قد ارتفع من 25,000 شخصٍ مسجلين في عام 2000 ارتفع هذا العدد إلى 50,000 شخص، كما ارتفع عدد سفن الصيد من 2500 سفينة إلى 4500 سفينةٍ خلال الفترة نفسها مما يدلّل على أهمية هذا القطاع وضرورة اهتمام الحكومة الجزائرية به. صيد المرجان ترسم الحكومة الجزائرية حالياً الخطط والاستراتيجيات التي من شأنها زيادة حجم الإنتاج الوطني من الأسماك عن طريق تربية المائيات في الجزائر التي تتغذى عليها الأسماك والعودة إلى صيد المرجان بطرقٍ علميةٍ وتحديد آليات عملٍ جديدةٍ للاستغلال العقلانيّ للموارد البحريّة في البلاد وتشديد العقوبات المُرتبطة بالصيد البحري غير المشروع خاصّةً المرجان وتثمينه على المستوى الوطني، وإنشاء الصناعات اللازمة له لمنع تصديره كمادةٍ خامٍ أو نصف مصنّعة.

## تربية المائيات

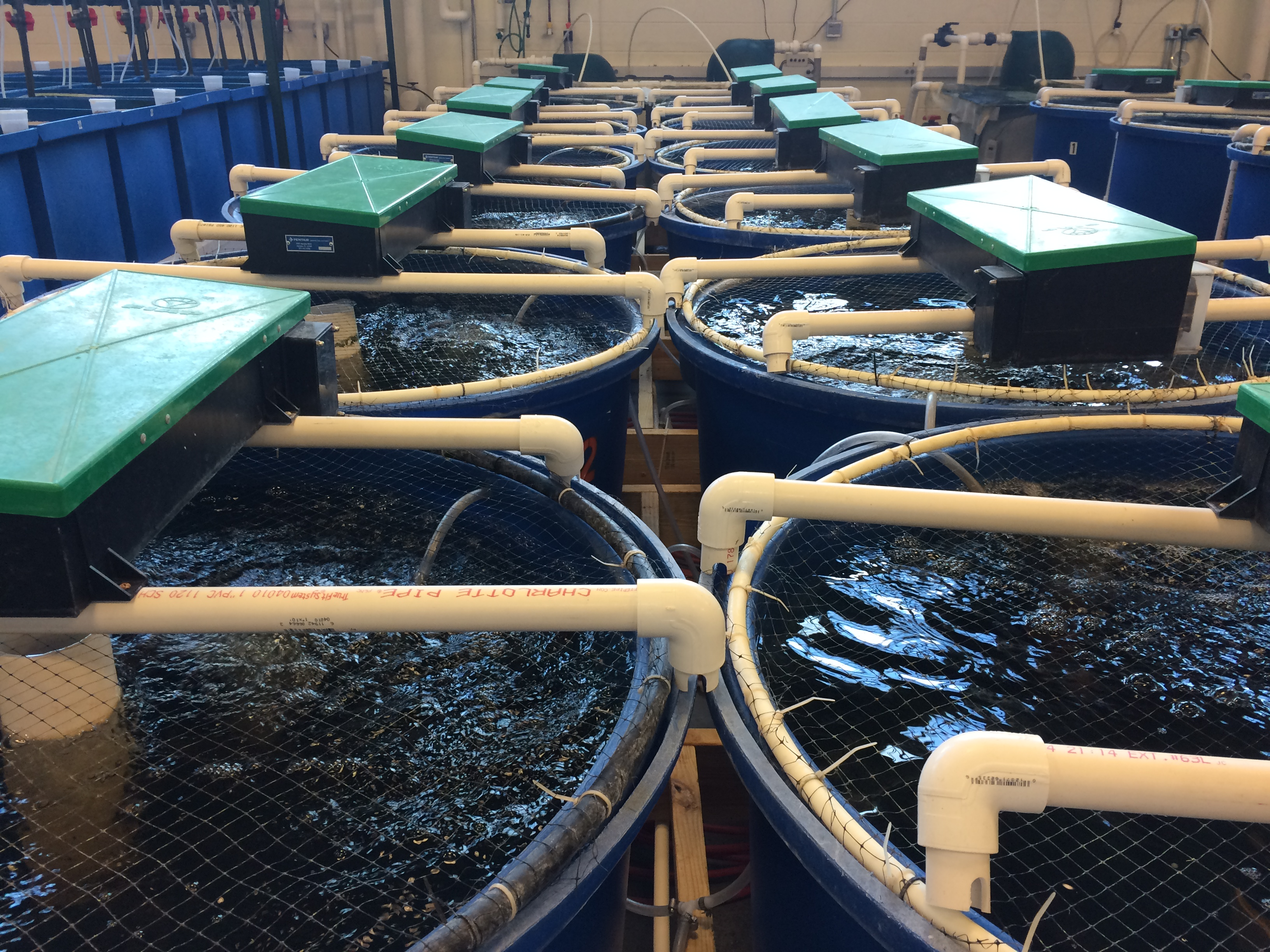
تربية المائيات

ففي المرحلة الأولى تتمركز المناطق المحددة للاستثمار في الولايات الساحلية فقط لكن ينتظر الانتهاء من دراسة خاصة بسبعة مناطق داخلية لتحديد الفضاءات المناسبة لاستقطاب هذا النوع من الاستثمارات. وسجل خلال عام 2014 أكثر من 50 طلباً جديداً للاستثمار في مجال تربية المائيات بالإضافة إلى 15 مشروع قيد الإنجاز ويرجع هذا «التحسن» إلى التحفيز المقدم للمستثمرين من حيث أسعار الامتياز والدعم. وتطبق الوزارة وفقا لقانون المالية 2014 سعر 1 دج للمتر المربع الواحد للامتياز في اليابسة في حين حددت سعر 1800دج للهكتار الواحد بالنسبة للامتياز في البحر مع ضمان التغطية الكاملة لفوائد البنوك وتوقيع اتفاقيات مع وكالات الدعم لتسهيل الاجراءات بالنسبة للمستثمرين في المجال. ويقوم نظام مرافقة الاستثمار في الصيد البحري وتربية المائيات «سايبا» على لامركزية الاجراءات الخاصة بالاستثمار وهذا من خلال «الشباك الموحد» الذي يوفر مختلف العمليات ذات الصلة بالمشاريع الاستثمارية على المستوى المحلي. كل مستثمر راغب في خلق مشروع لتربية المائيات إلى غرفة الصيد البحري بالولاية التي يقطن بها للاستفادة من الامتيازات الممنوحة للمستثمرين على مستوى وكالات الدعم والبنوك وكذا من تسهيلات جمركية لاستيراد الأسماك الصغيرة والبلاعيط الموجهة لتغذية الاسماك. وحددت الوزارة أولوية لتربية الأسماك والمحار في أعالي البحار في الاقفاص العائمة و 4 شعب خاصة بمجال تربية المائيات في المياه العذبة وهي تربية الأسماك في الاقفاص على مستوى السدود والحواجز المائية وتربية الأسماك والجمبري في الأحواض الترابية والاسمنتية وتربية الأسماك المدمجة مع الفلاحة والصيد القاري على مستوى السدود. وحجم الإنتاج حاليا يبلغ 5000 طن يتركز بصفة خاصة على أسماك القادوس والقاروص وتربية الأصداف والمحار بالنسبة لتربية المائيات على مستوى البحر فيما يتم إنتاج السمك البلطي والشبوط وذو الفم الصغير وذو الفم الكبير والصندر وسمك القط. يذكر أن الوزارة برمجت 350 مشروع في مجال تربية المائيات تهدف إلى بلوغ 100 ألف طن من الإنتاج بحلول العام 2020 منها 80 ألف طن تنتج على مستوى البحر و 20 ألف طن في المياه العذبة.

## صيد المرجان

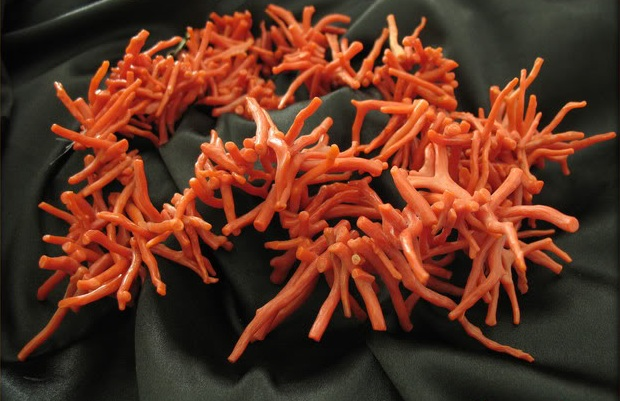
المرجان الجزائري سكيكدة

ترسم الحكومة الجزائرية حالياً الخطط والاستراتيجيات التي من شأنها زيادة حجم الإنتاج الوطني من الأسماك عن طريق تربية المائيات في الجزائر التي تتغذى عليها الأسماك والعودة إلى صيد المرجان بطرقٍ علميةٍ وتحديد آليات عملٍ جديدةٍ للاستغلال العقلانيّ للموارد البحريّة في البلاد وتشديد العقوبات المُرتبطة بالصيد البحري غير المشروع خاصّةً المرجان وتثمينه على المستوى الوطني، وإنشاء الصناعات اللازمة له لمنع تصديره كمادةٍ خامٍ أو نصف مصنّعة.

## مشاريع تنظيم

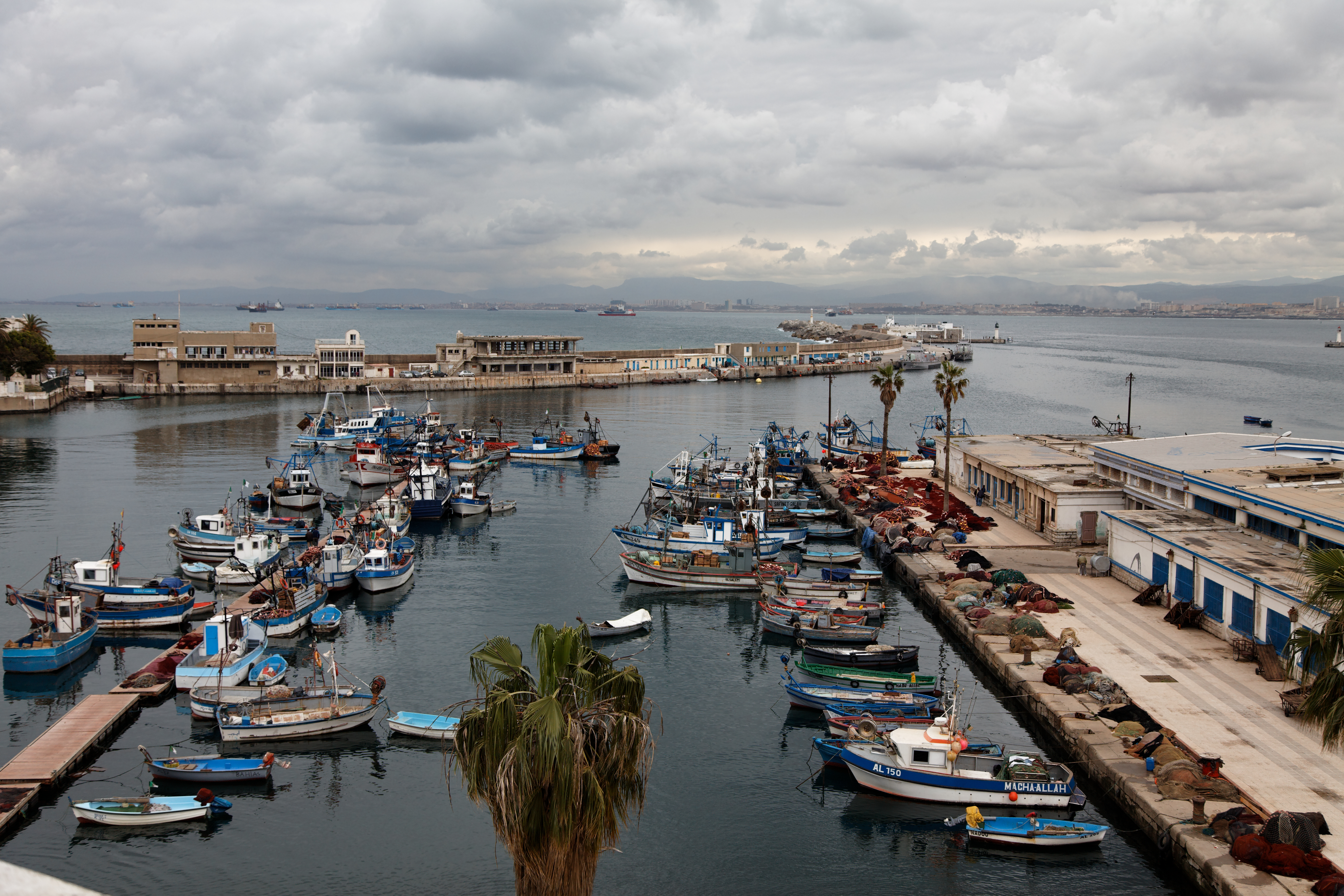
ميناء الجزائر العاصمة

المفوضية الأوروبية تطلق برنامجا للنهوض بقطاع الصيد البحري في الجزائر.
أطلقت المفوضية الأوروبية، نداء من أجل تقديم اقتراحات لانتقاء مشاريع تنظيم المجتمع المدني لقطاع الصيد البحري وتربية المائيات في الجزائر الذين سيستفيدون من دعمها المالي، وأكد الجهاز التنفيذي للاتحاد برنامج دعم تنويع الاقتصاد في قطاع الصيد البحري وتربية المائيات يقضي بتخصيص غلاف مالي يهدف إلى دعم مبادرات المجتمع المدني الجزائري في هذا المجال، فيما لم يكشف عن قيمة المبلغ، وأوضحت المفوضية الأوروبية أن الأولويات المحددة تهدف إلى تسهيل تعزيز هيكلة المجموعات المهنية وتطوير الشبكات وتأطير صيد بحري مسؤول، كما تسعى إلى تشجيع وتطوير المقاولاتية والتشغيل في المجالات المتعلقة بالصيد البحري وتربية المائيات، ويهدف برنامج دعم تنويع الاقتصاد في قطاع الصيد البحري وتربية المائيات الذي تم إطلاقه في سنة 2015 إلى الرفع من مساهمة قطاع الصيد البحري وتربية المائيات في تنويع الاقتصاد الجزائر، ومن جهة أخرى، أكد مسؤولون من وزارة الفلاحة والصيد البحري أن هذا البرنامج من شانه تقديم دعم من حيث تعزيز قدرات التاطير وتسيير المؤسسات العمومية وترقية وتثمين الفروع. أما الجزء الأول من البرنامج فقد خصص لمهام التحليل الاقتصادي لعديد الفروع الفلاحية وأنظمة التقييم والصيانة والأطر القانونية في مختلف الميادين الفلاحية ومهام التدقيق المحاسبي والتشخيص والإستراتيجية المتوجة لتوصيات واقتراحات مخطط عمل يمكن لأغلبها أن تجسد خلال الجزء الثاني من البرنامج.

## وصلات خارجية
- الموقع الرسمي لوزارة الفلاحة والتنمية الريفية والصيد البحري الجزائرية
- المعهد التكنولوجي للصيد البحري وتربية المائيات (الجزائر)